# Español isleño de Luisiana
El español isleño de Luisiana (o español isleño por su versión en inglés, Isleño Spanish) es una variedad de la lengua española hablada en Estados Unidos, principalmente por descendientes canarios que poblaron la Parroquia de St. Bernard, Luisiana, a finales del siglo XVIII. El dialecto está muy influido por las comunidades lingüísticas próximas, así como por la inmigración de la España peninsular y otros países de habla hispana.
En la actualidad, el español isleño se encuentra al borde de la desaparición completa. A lo largo del siglo XX, la modernización y la urbanización llegaron a trastocar en gran medida la transmisión del español, sumado a las penurias de los desastres naturales. Los hablantes que quedan son personas mayores de las comunidades pesqueras del este de la parroquia de St. Bernard.
Existe una variedad hablada por isleños en el bayou Lafourche muy influida por acadianos (descendientes de franceses que se asentaron en Acadia) que se considera un dialecto distinto llamado español brule.

## Aspectos históricos, sociales y culturales

### Historia
Los Isleños son descendientes de colonos canarios que llegaron a la Luisiana española entre 1778 y 1783. Se calcula que unos 2000 canarios se asentaron en una serie de comunidades, una de las que llegó a conocerse como San Bernardo (correspondiente a la actual Parroquia de St. Bernard).
Al principio del establecimiento de esta comunidad, había acadianos y filipinos de la cercana comunidad de Saint Malo, que se casaron con los canarios. En los siglos XIX y XX, la comunidad se vio reforzada por la inmigración de regiones rurales peninsulares españolas como Andalucía, Santander, Galicia y Cataluña. Una encuesta realizada en 1850 encontró al menos 63 nativos de España, 7 canarios, 7 cubanos y 7 mexicanos en la comunidad.
El huracán de Nueva Orleans de 1915 destruyó gran parte de las comunidades pesqueras isleñas situadas en el este de la parroquia de St. Bernard. Solo un par de años después, la pandemia de gripe de 1918 dejó más de mil muertos en la comunidad. Con la adopción de la Constitución de Luisiana de 1921, se requirió que la educación pública se impartiera en inglés.
Después de la Segunda Guerra Mundial, la urbanización y la modernización tuvieron un mayor efecto en la comunidad y la retención del español. Esto se vio agravado por el huracán Betsy, que dañó gravemente a gran parte de la comunidad isleña y su presencia en la parroquia de St. Bernard. En 2005, el huracán Katrina devastó la comunidad y solo una fracción de las familias isleñas ha regresado a sus comunidades originales.
Actualmente, la transmisión del español se ha detenido por completo junto con la preservación de muchas tradiciones. Aquellos que saben español isleño o hablan el dialecto como primer idioma son a menudo miembros de la comunidad de edad avanzada.

## Literatura

### Autores y hablantes destacados
La comunidad de isleños de Luisiana no es demasiado grande, pero si que tiene figuras importantes que han hecho bastante por preservar el español isleño. Uno de ellos es Frank Michael Fernández Jr., profesor universitario en la Universidad Loyola Nueva Orleans que luchó por conseguir un programa en español y fundador de la Sociedad Cultural por el legado de los Isleños de St. Bernard. Otra figura importante para la comunidad fue Irván J. "Puco" Pérez, un artista folk que defendió los derechos de los isleños y trabajó mucho tiempo como tallador de madera.

## Descripción lingüística

### Fonética y fonología
En muchos aspectos, el español isleño comparte una serie de similitudes con otros dialectos españoles, generalmente de las Islas Canarias, España peninsular y el Caribe. El español isleño fusiona los fonemas /θ/ y /s/ en el fonema único /s/, fenómeno conocido como seseo. Al menos hasta mediados del siglo XX, los hispanohablantes isleños hacían una distinción entre /ʎ/ y /ʝ/, que sigue siendo típico del habla rural en Canarias, pero estudios posteriores han sugerido que en realidad esta es una característica adquirida y no constante.
Algunas de las características más notables con respecto a las consonantes se describen a continuación:
- /d/ a menudo experimenta la eliminación en sus diversas formas.[3] En posición intervocálica, /d/ se elude de forma habitual; por ejemplo, peludo [pe.ˈlu] 'o miedo [ˈmjeo].[1][3][4] En posiciones finales /d/ se elimina y la vocal final se acentúa, como en usted [uh.ˈte].[1][3]
- /g/ normalmente se mantiene en su posición inicial de palabra, pero puede volverse [b] cuando son seguidas de o o u.[1][3] En todas las demás posiciones, /g/ es débil.[3]
- /h/ se preservó en general como una [h] aspirada, donde /h/ deriva de /f/ del latín vulgar, tal y como hacer [ha.ˈsei̯].[2][3][5]
- /n/ se preserva en gran medida como [n] pero en ocasiones se puede escuchar como [ŋ].[1][4] Sin embargo, el grupo consonántico /jn/ se produce la pérdida de la /n/.[1][3]
- /r/ sigue siendo vibrante alveolar múltiple en posición de comienzo de palabra o cuando se escribe <rr>.[1] En otros casos, se toma [l] al final de sílaba por lo que la técnica de pesca al cerco o seine es pronunciada como [ˈal.te] en vez de [ˈaɾ.te].[1] En algunos hablantes, esto se transforma en [h] como se puede ver en porque, pronunciada como [ˈpoh.ke].[3] Tal y como con /d/, en su posición final de palabra, /r/ se suprime habitualmente.[1][3][19]
- /s/ típicamente se convierte en la [h] aspirada pero se conserva en posiciones intervocálicas como en, entre otros casos, los casas [loh ˈka.sah].[1][2][3][4]
- /x/ se pronuncia [h] de forma exclusiva, hecho compartido con el habla del sur de España, las Islas Canarias y todo el Caribe.[1][3]

En cuanto a las vocales que se usan en el español isleño, hay algunas diferencias con el español estándar. En ciertos casos, e se convierte en i en el habla cotidiana, como decir [ði.ˈsi]. Un fenómeno similar ocurre con o donde generalmente se transforma en u, por ejemplo, llover [ˈʎu.βei̯]. Además, el diptongo /ei/ se pronuncia frecuentemente como /ai/ en palabras como seis [ˈsai̯h] o rey [ˈrai̯] como ocurre en las Canaries y en la España rural.

### Morfología
El género gramatical de ciertas palabras del español isleño difiere del de otros dialectos. Algunos ejemplos pueden ser: el costumbre, la color, el mel y la sartén. Se ha sugerido que estas diferencias se deben a la temprana influencia del portugués en el español de Canarias.
Los pronombres a menudo se usan de manera redundante en el español isleño, al igual que en el español caribeño, por razones fonológicas y para mantener la distinción entre sujetos. Además, los pronombres vos y vosotros siguen siendo desconocidos en la comunidad.
Preguntas no invertidas como "¿Cómo usted se llama?" en lugar de "¿Cómo se llama usted?" son comunes en el español isleño, que es una característica compartida por varias variedades del español del Caribe, posiblemente originarias de las Islas Canarias.

### Vocabulario
El contacto con otros grupos y la inmigración sustancial a la parroquia de St. Bernard han dado forma a su vocabulario hasta lo que es hoy. Algunas de las mayores contribuciones han sido realizadas por el inglés, el francés de Luisiana (o francés cajún), el criollo de Luisiana, los dialectos regionales del español y los subgrupos del castellano. Además, se han conservado varios términos arcaicos derivados del español antiguo.
Un puñado de términos originarios de las lenguas guanches se han seguido utilizando en el español isleño. En particular, la palabra gofio se usa para describir la harina o harina de maíz tostada que es casi idéntica a su uso en las Islas Canarias. También está presente el totizo (nuca del cuello), que se cree que también proviene de los guanches.
| Español isleño               | Español canario                              | Español caribeño               | Español antiguo                                 | Español                      | Francés cajún                             | Inglés                        |
| ---------------------------- | -------------------------------------------- | ------------------------------ | ----------------------------------------------- | ---------------------------- | ----------------------------------------- | ----------------------------- |
| colorado (adj.)1             | rojo (adj.) encarnado (adj.) colorado (adj.) | rojo (adj.)                    | bermejo (adj.) colorado (adj.) encarnado (adj.) | rojo (adj.)                  | rouge (adj.)                              | red (adj.)                    |
| lacre (s.m.)                 | lago (s.m.)                                  | lago (s.m.)                    | lago (s.m.)                                     | lago (s.m.)                  | lac (s.m.)                                | lake (s.)                     |
| liña (s.f.)                  | liña (s.f.)                                  | sedal (s.m.)                   | liña (s.f.)                                     | sedal (s.m.)                 | fil de pêche (s.m.) ligne de pêche (s.f.) | fishing line (s.) string (s.) |
| mancar (v.)                  | extrañar (v.) fallar (v.)                    | extrañar (v.) fallar (v.)      | mancar (v.)                                     | extrañar (v.) fallar (v.)    | manquer (v.) rater (v.)                   | to miss (v.) to fail (v.)     |
| marqueta (s.f.)              | mercado (s.m.)                               | mercado (s.m.)                 | mercado (s.m.)                                  | mercado (s.m.)               | marché (s.m.)                             | market (s.)                   |
| peje (s.m.)                  | pez (s.m.) peje (s.m.)                       | pez (s.m.) peje (s.m.)         | peçe, pexe (s.m.)                               | pez (s.m.)                   | poisson (s.m.)                            | fish (s.)                     |
| romana (s.f.)                | vestido (s.m.)                               | vestido (s.m.)                 | vestido (s.m.)                                  | vestido (s.m.)               | romaine (s.f.)                            | woman's dress (s.)            |
| sosón, susón (s.m.)          | calcetín (s.m.) media (s.f.)                 | calcetín (s.m.) calceta (s.f.) | calça (s.f.)                                    | calcetín (s.m.) media (s.f.) | chausson (s.m.) bas (s.m.)                | sock (s.) stocking (s.)       |
| seña (s.f.) letrero (s.m.)   | seña (s.f.) letrero (s.m.)                   | letrero (s.m.) cartel (s.m.)   | señal (s.f.)                                    | letrero (s.m.) cartel (s.m.) | signe (s.f.)                              | sign (s.)                     |
| tío (s.m.) titi, tite (s.m.) | tío (s.m.) tití, titi (s.m.)                 | tío (s.m.)                     | tío, tyo (s.m.)                                 | tío (s.m.)                   | oncle (s.m.) nonc (s.m.)                  | uncle (s.)                    |

1. La siguiente comparación de términos utiliza las siguientes abreviaturas para diferentes partes del discurso: (s.) sustantivo, (s.m.) sustantivo masculino, (s.f.) sustantivo femenino, (v.) verbo, (adj.) adjetivo, (adv.) adverbio .

## Español brule
Los isleños que se establecieron en la comunidad de Valenzuela a lo largo del bayou Lafourche fueron muy influenciados por la inmigración de refugiados acadianos y un mayor aislamiento. Su dialecto se ha considerado una "vástago" del español isleño y se conoce como español brule. El dialecto está en peligro de extinción, si no ya extinto, ya que solo se sabía que existían unas pocas docenas de hablantes octogenarios a principios de la década de 1990.
El dialecto posee una gran cantidad de préstamos del francés cajún, que se considera la principal distinción entre este y el español isleño. Aun así, existen una cantidad de similitudes en el vocabulario entre el español brule y el isleño:
| Español brule       | Español isleño   | Español canario                                  | Español                 | Francés cajún                              | Criollo de Luisiana                    | Inglés                     |
| ------------------- | ---------------- | ------------------------------------------------ | ----------------------- | ------------------------------------------ | -------------------------------------- | -------------------------- |
| ajena, ansí (adv.)1 | asina (adv.)     | así, ansina, asina (adv.)                        | así (adv.)              | donc (adv.)                                | donk (adv.)                            | so (adv.) thus (adv.)      |
| cambar (v.)         | cambar (v.)      | cambar (v.)                                      | doblar (v.) torcer (v.) | plier (v.) tordre (v.)                     | pliyé (v.) tordé, tortiyé, tourné (v.) | to bend (v.) to twist (v.) |
| coquilla (s.f.)     | coquilla (s.f.)  | concha (s.f.)                                    | concha (s.f.)           | coquille (s.f.)                            | kokiy, lékay, ekay (s.)                | shell (s.)                 |
| costumbre (s.m.)    | costumbre (s.m.) | costumbre (s.f.)                                 | costumbre (s.f.)        | coutume (s.f.)                             | labitud, labichud (s.) koutumm (s.)    | custom (s.) habit (s.)     |
| dir (v.)            | dir (v.)         | ir (v.) dir (v.)                                 | ir (v.)                 | aller (v.)                                 | ale, alé (v.)                          | to go (v.)                 |
| grocería (s.f.)     | grocería (s.f.)  | supermercado (s.m.) tienda de comestibles (s.f.) | supermercado (s.m.)     | boutique (s.f.) grosserie, grocerie (s.f.) | grosri, lagrosri (s.)                  | grocery store (s.)         |
| mesmo (adj.)        | mesmo (adj.)     | mismo, mesmo (adj.)                              | mismo (adj.)            | même (adj.)                                | mème (adj.) parèy (adj.)               | same (adj.)                |
| pandil (s.m.)       | pandil (s.m.)    | reloj (s.m.)                                     | reloj (s.m.)            | pandule (s.f.)                             | lapandil, lapendil (s.) lòrlòj (s.)    | clock (s.)                 |

1. La siguiente comparación de términos utiliza las siguientes abreviaturas para diferentes partes del discurso: (s.) sustantivo, (s.m.) sustantivo masculino, (s.f.) sustantivo femenino, (v.) verbo, (adj.) adjetivo, (adv.) adverbio .